# Nokia Music
Nokia Music è un programma sviluppato dalla Nokia per l'organizzazione di file musicali permettendo l'acquisto online delle canzoni tramide il servizio Nokia Music Store. Nokia Music supporta la sincronizzazione con i dispositivi Nokia.

## Nokia Music Store
Nokia Music Store è il negozio multimediale online di Nokia integrato in Nokia Music.

## Comes With Music
Comes With Music è un servizio dove acquistando un dispositivo Nokia Comes With Music è possibile eseguire il download gratuito di migliaia di brani per tutto il periodo dell'abbonamento che varia da 12 a 18 mesi, dal Nokia Music Store.
Prodotti Comes With Music:
- Nokia 5130
- Nokia 5800 XpressMusic